# カン・イェソ
カン・イェソ（강예서、2005年8月22日 - ）は、韓国のアイドル、女優、元子役である。女性アイドルグループ「CutieL」、「Busters」、「Kep1er」の元メンバーである。そして、現在は韓国の「MADEIN」（メイディン）というグループで活動している。

## 略歴
2005年8月22日、仁川広域市で生まれる。
2010年、MBCのドラマ「黄金の魚」に出演し、子役としてデビュー。
2010年12月17日、7人組キッズガールズグループ「CutieL」の1stゼネレーションメンバーとしてデビュー。2013年に脱退。
2013年、映画「7番房の奇跡」に出演。
2019年2月1日、ガールズグループ「Busters」に加入。2020年8月6日、演技やその他の活動に重視するためにBustersから脱退。
2021年7月18日、Mnetのサバイバル番組「Girls Planet 999」の出場者として発表された。10月22日、最終順位で6位になり、ガールズグループ「Kep1er」としてデビュー。
2024年7月16日、メンバーのマシロと共にKep1erとしての活動を終了。
2024年9月、「MADEIN」としてデビュー。

## 出演

### テレビドラマ
- 黄金の魚（2010年、MBC）- ムン・ソヨン 役
- 運命の誘惑（2010年、SBS）- シン・ユラ 役
- ブレイン（2011年、KBS2）- チェ・ルピ 役
- 男が泣く（2011年、KBS2）- イム・チュヒ 役
- 二重奏（2011年、KBS2）- ハン・ジュニ (幼少時代) 役
- 約束の恋人（2012年、TV朝鮮）- リム・ジンジェ (幼少時代) 役
- 天使の選択（2012年、MBC）- チェ・チョロン 役
- 大王の夢（2012年、KBS1）- ヨンファ (幼少時代) 役
- いばらの花（2013年、JTBC）- ユ・イェジ 役
- エンシェントビースト（2017年、SBS）- ソン・ハウン 役
- アビス（2019年、tvN）- チャン・ヒジン / オ・スジン (幼少時代) 役
- 検事ラプソディ～僕と彼女の愛すべき日々～（2020年、JTBC）- ヤン・ウンジョン 役
- よりによってなぜ（2020年、FLEX M）
- 浮気したら死ぬ（2020-2021年、KBS2）- カン・ヨジュ (幼少時代) 役
- ポッサム〜愛と運命を盗んだ男〜（2021年、MBN）- スギョン (幼少時代) 役

### 映画
- ファイティングファミリー（2012年）
- 7番房の奇跡 （2013年）- ジヨン 役
- コンナムル（2013年）- イェソ 役
- ウンソ (2014年) - ミンジ (幼少時代) 役
- クレイジーラブ（2016年）
- ワンステップ（2017年）- シヒョン (幼少時代) 役

### テレビ番組
- Girls Planet 999（2021年、Mnet）